# Miranda do Corvo
Miranda do Corvo ist eine Vila und ein Kreis (Concelho) in Portugal mit 7102 Einwohnern (Stand 19. April 2021).

## Geschichte
Erstmals offiziell erwähnt wurde der Ort als Befestigung, die 1116 durch die Araber erobert und teilweise zerstört wurde. D.Afonso Henriques verlieh dem Ort, nach dessen Rückeroberung im Zuge der Reconquista, erstmals Stadtrechte im Jahr 1136 und errichtete die Festung neu. Seit der Regentschaft von D.Afonso II. (1211–1223) ist Miranda ein eigenständiger Kreis (Concelho). Durch Eingemeindungen, insbesondere im Zuge der Verwaltungsreformen Mitte des 19. Jahrhunderts, wurde der Kreis deutlich vergrößert. Seinen heutigen Beinamen do Corvo (dt.: des Raben), nach wechselnden früheren Namensanhängen, erhielt Miranda erst im 16. Jahrhundert.
Im Verlauf der Gefechte zum Ende der Napoleonischen Kriege auf der Iberischen Halbinsel erlitt der Ort 1811 umfangreiche Schäden an Mensch und Bausubstanz.

## Verwaltung

### Kreis
Miranda do Corvo ist Verwaltungssitz eines gleichnamigen Kreises. Die Nachbarkreise sind (im Uhrzeigersinn im Norden beginnend): Vila Nova de Poiares, Lousã, Figueiró dos Vinhos, Penela, Condeixa-a-Nova sowie Coimbra.
Die folgenden Gemeinden (freguesias) liegen im Kreis Miranda do Corvo:
Mit der Gebietsreform im September 2013 wurden die Gemeinden (Freguesias) Semide und Rio Vide zur neuen Gemeinde União das Freguesias de Semide e Rio Vide zusammengefasst. Der Kreis besteht seither aus den folgenden vier Gemeinden:

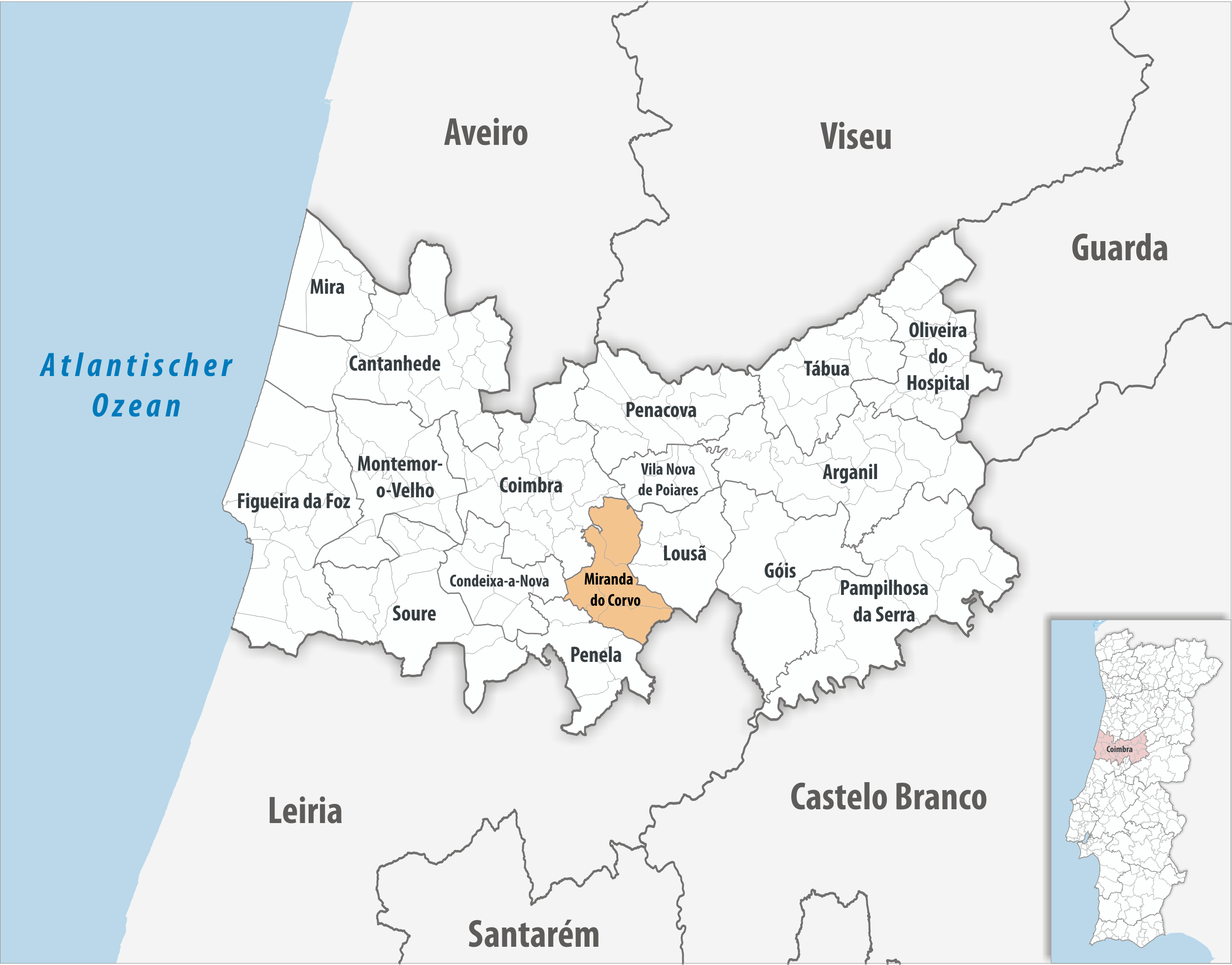
Kreis Miranda do Corvo

| Gemeinde               | Einwohner (2021) | Fläche km² | Dichte Einw./km² | LAU- Code |
| ---------------------- | ---------------- | ---------- | ---------------- | --------- |
| Lamas                  | 771              | 15,66      | 49               | 060901    |
| Miranda do Corvo       | 7.102            | 46,52      | 153              | 060902    |
| Semide e Rio Vide      | 3.337            | 37,30      | 89               | 060906    |
| Vila Nova              | 792              | 26,90      | 29               | 060905    |
| Kreis Miranda do Corvo | 12.002           | 126,38     | 95               | 0609      |

### Bevölkerungsentwicklung
| 1801  | 1849  | 1900   | 1930   | 1960   | 1981   | 1991   | 2001   | 2011   |
| 6.412 | 5.891 | 12.751 | 12.608 | 12.810 | 12.231 | 11.674 | 13.069 | 13.098 |

### Partnerstädte
- Neufchâteau in Frankreich
- Santa Catarina do Fogo (Insel Fogo) auf den Kapverden seit 2008[8]

## Persönlichkeiten
- José Falcão (1841–1893), Mathematiker und Republikanischer Politiker
- António Arruda Ferrer Correia (1912–2003), Jurist und Rektor der Universität Coimbra
- Fausto de Sousa Correia (1952–2007), Politiker
- Fausto Jorge Dias Lourenço (* 1987), Fußballspieler
- Tozé Marreco (* 1987), Fußballspieler